# ブロモメタン
ブロモメタンは、分子式 CH3Brで表されるハロゲン化アルキルの一種である。ブロムメチル、臭化メチル（しゅうかメチル）、メチルブロマイド、メチブロとも呼ばれる。不燃性であり、無色でわずかに甘いクロロホルム様の臭いがある。性質はクロロメタンと非常に似ている。

## 発生・製造
自然界ではアブラナ科の植物の一部や海中の藻類、昆布類などにも含まれている。人工的にはメタノールと臭化水素とを反応させることで製造されている。
{\displaystyle {\ce {CH3OH\ + HBr -> CH3Br\ + H2O}}}
工業生産されたものは圧縮冷却して液化し、耐圧容器（シリンダー）に入れて貯蔵される。直射日光を避けて冷暗所に貯蔵する。

## 用途
モントリオール議定書により製造と使用が制限されるまでは、イチゴなどの農作物に対する土壌滅菌や、採種時の滅菌などに広く利用されていた。作物生産と異なり、採種では発芽しない種の除去が重要であるため、選択性除草剤の使用は困難であった。取り扱いが困難な物質であるが、他の土壌滅菌剤と比較するとより安全に使用可能であった。またネズミやコクゾウムシなどの害虫駆除のための燻蒸剤としても広く用いられたが、現在はリン化アルミニウムなどに代替され、代替不可能な防疫燻蒸に限って使用されている。他にメチル化剤として、あるいは種や羽毛などの洗浄溶媒としても用いられた。
モントリオール議定書により使用と製造が国際的に規制されたが、アメリカ合衆国では2007年現在も大量に製造されている。2004年には、カリフォルニア地区で700万ポンド（3175トン）以上が殺虫剤として利用されていたというカリフォルニア農薬規制局の統計が存在する。

## オゾン層破壊
臭素原子は塩素原子の60倍のオゾン層破壊力を持つため、モントリオール議定書ではオゾン層破壊物質として指定されている。しかし代替剤の使用が困難な場合があるとして、一定の規制下で例外的な使用が認められている。ゴルフコースなどの芝生、特にギョウギシバに対して用いられる場合もあるが、モントリオール議定書では使用停止が求められている。

## 健康への影響
高濃度の蒸気を短時間吸入すると、頭痛、めまい、吐き気、嘔吐、衰弱などの症状が現れ、場合によっては興奮や痙攣、急性躁病なども発症する。低濃度の蒸気を長期にわたって吸入した場合は、気管支炎や肺炎の原因になる。液体が皮膚に付着すると赤くかぶれて痒みが現れ、数時間後に水ぶくれができる。液体、気体ともに目粘膜に深刻な障害を残す。漏洩した液は速やかに蒸発するので周辺に近付かないようにする。致死に至る暴露濃度は、その暴露時間により変化する。
また呼吸器や腎臓、神経に与える影響も懸念されている。低濃度で長期に暴露した人間が神経に深刻な障害を負った例は報告されていないが、ウサギやサルを用いた実験では有害性が確認されている。
日本では毒物及び劇物取締法により原体および製剤が劇物に指定されている。また、労働安全衛生法の第2類特定化学物質に指定されている。